# Torngarsoak Mountain
Torngarsoak Mountain est une montagne de 1 595 mètres d'altitude située à l'extrémité nord-est de la péninsule du Québec-Labrador au Labrador, dans la province de Terre-Neuve-et-Labrador. La montagne est située dans les monts Torngat, dans le territoire autonome du Nunatsiavut.

## Toponymie
Dans la mythologie inuite, Torngasoak (ou Torngasak) est un dieu très puissant, une des divinités les plus importantes du panthéon inuit.

## Géographie

### Situation
Torngarsoak Mountain constitue le deuxième sommet des monts Torngat après le mont D'Iberville (nommé Mount Caubvick à Terre-Neuve-et-Labrador) qui est le point culminant du massif avec 1 652 mètres d'altitude (environ 8 km au sud-est).
Torngarsoak Mountain se trouve entièrement au Labrador, alors que le mont D'Iberville se situe sur la frontière entre le Québec et Terre-Neuve-et-Labrador. Elle fait partie du chaînon Selamiut qui s'étire sur une vingtaine de kilomètres du nord au sud et qui contient les plus hauts sommets de l'Est du Canada au sud de l'île de Baffin.
Le chaînon Selamiut domine le bras Tallek, et la vallée de la rivière Palmer qui se situent à l'ouest et remontent parallèlement vers le sud. Le bras Tallek est situé à l'extrémité du fjord Nachvak, l'un des plus longs de la côte très découpée du Labrador. Le fjord et les vallées glaciaires en auge sont très encaissés, bordés par d'abruptes parois rocheuses avec un important dénivelé.

### Topographie
Les sommets des monts Torngat sont stériles, étant loin au nord de la forêt boréale de l'est, mais ont un paysage austère et désolé qui est accentué par le temps instable. Le sommet de Torngarsoak Mountain est composé d'un plateau d'environ un kilomètre de long d'ouest en est d'environ 1 555 mètres altitude qui descend en pente douce vers le sud sur quelques dizaines de mètres.
Le versant nord de la montagne est constitué d'immenses et abruptes barres rocheuses hautes de plus de 600 mètres, au pied desquelles s'étend un large glacier situé à environ 915 mètres d'altitude, l'un des plus vastes des monts Torngat avec les glaciers autour du mont D'Iberville, dont la partie inférieure se poursuit par une vaste moraine. Le versant sud de la montagne est occupé par un lac au fond d'un cirque glaciaire situé à environ 930 mètres d'altitude alimenté par un glacier sur la paroi orientale et de petits névés sur la paroi septentrionale. Les versants ouest et est sont occupés par des cirques glaciaires avec la présence de névés épars.

## Histoire
La première ascension a été faite en 1975 par des Américains de l'Appalachian Mountain Club, qui pensaient gravir le point culminant de la région. La deuxième ascension a été effectuée en 1977 par des Canadiens qui ont remarqué que le mont D'Iberville semblait plus haut de leur point de vue. Ils ont contacté les responsables de la cartographie canadienne au sujet de leurs préoccupations, et on a découvert que la pyramide sommitale en forme de flèche du mont D'Iberville n'était pas bien représentée dans leurs relevés.
De 1971 à 1979, Torngarsoak Mountain était considérée comme la montagne la plus élevée du Labrador, en raison d'erreurs dans la cartographie topographique. Avant 1971, Cirque Mountain, troisième sommet des monts Torngat situé à l'est-sud-est avec 1 568 mètres d'altitude était considérée comme la plus élevée.

## Activités

### Ascension
L'accès aux sommets des monts Torngat est difficile en raison de leur isolement et de la courte saison d'escalade.
La plupart des ascensions se concentrant sur le mont D'Iberville étant le point culminant régional, les ascensions de Torngarsoak Mountain sont désormais très rares. L'accès se fait par bateau jusqu'au fond du bras Tallek et à l'embouchure de la rivière Palmer. L'itinéraire remonte la rivière puis se dirige à l'est dans la première vallée remontant vers le sud-est jusqu'à un petit lac à sa tête (58° 56′ 42″ N, 63° 50′ 02″ O). Ce point peut également être atteint en débarquant à Ivitak Cove et à l'embouchure de la rivière Ivitab Konga (anciennement rivière McCornick), en suivant la rivière en amont, puis en se dirigeant vers l'ouest dans une vallée secondaire. Du petit lac, l'itinéraire passe par l'ouest pour atteindre la base de la crête sud de Torngarsoak Mountain. La crête est initialement étroite mais non technique. Elle s'élargit et s'incurve vers le nord-est à mi-chemin jusqu'au sommet.

### Protection environnementale
Les monts Torngat au Labrador sont inclus dans le parc national des Monts-Torngat d'une superficie de 9 700 km2. Créé le 14 février 2008, il s'agit du plus récent parc national au Canada. Ce parc a pour but de protéger un élément représentatif de la région naturelle des montagnes du Labrador du Nord.
En raison de la latitude, les reliefs sont couverts de neige la majeure partie de l'année, avec présence de névés et de glaciers sur les sommets.